# Championnat d'Europe de football des moins de 19 ans 2006
Le Championnat d'Europe de football des moins de 19 ans 2006 est un tournoi de football qui se tient en Pologne, du 18 au 29 juillet.
Les 3 premiers de chaque groupe se qualifient pour la Coupe du monde des moins de 20 ans 2007.

## Présentation

### Qualifiés
- Pologne (pays organisateur)
- Autriche
- Belgique
- Tchéquie
- Turquie
- Écosse
- Portugal
- Espagne

### Villes et stades
| Ville                 | Stade              | Club résident                            | Capacité |
| --------------------- | ------------------ | ---------------------------------------- | -------- |
| Poznań                | Stadion Miejski    | Lech Poznań                              | 16 000   |
| Grodzisk Wielkopolski | Stadion Dyskobolii | Groclin Dyskobolia Grodzisk Wielkopolski | 6 000    |
| Wronki                | Stadion Amiki      | Amica Wronki                             | 5 300    |
| Szamotuły             | Stadion Miejski    | Sparta Szamotuły                         | 3 000    |
| Swarzędz              | Stadion Miejski    | Unia Swarzędz                            | 1 500    |
| Pobiedziska           | Stadion Miejski    | Huragan Pobiedziska                      | 1 160    |

## Phase finale

### Groupe A
| Équipe   | Pts | J | G | N | P | BP | BC |
| -------- | --- | - | - | - | - | -- | -- |
| Autriche | 6   | 3 | 2 | 0 | 1 | 6  | 4  |
| Tchéquie | 6   | 3 | 2 | 0 | 1 | 7  | 5  |
| Pologne  | 3   | 3 | 1 | 0 | 2 | 4  | 4  |
| Belgique | 3   | 3 | 1 | 0 | 2 | 6  | 10 |

| 18 juillet 2006 |     |          |  |                       |  |
| Belgique        | 4-2 | Tchéquie |  | Pobiedziska           |  |
| Pologne         | 0-1 | Autriche |  | Poznań                |  |
| 20 juillet 2006 |     |          |  |                       |  |
| Autriche        | 1-3 | Tchéquie |  | Swarzedz              |  |
| Pologne         | 4-1 | Belgique |  | Wronki                |  |
| 23 juillet 2006 |     |          |  |                       |  |
| Tchéquie        | 2-0 | Pologne  |  | Grodzisk Wielkopolski |  |
| Autriche        | 4-1 | Belgique |  | Wronki                |  |

### Groupe B
| Équipe   | Pts | J | G | N | P | BP | BC |
| -------- | --- | - | - | - | - | -- | -- |
| Espagne  | 7   | 3 | 2 | 1 | 0 | 10 | 4  |
| Écosse   | 4   | 3 | 1 | 1 | 1 | 5  | 8  |
| Portugal | 3   | 3 | 0 | 3 | 0 | 7  | 7  |
| Turquie  | 1   | 3 | 0 | 1 | 2 | 9  | 12 |

| 18 juillet 2006 |     |          |  |                       |  |
| Espagne         | 5-3 | Turquie  |  | Grodzisk Wielkopolski |  |
| Écosse          | 2-2 | Portugal |  | Szamotuly             |  |
| 20 juillet 2006 |     |          |  |                       |  |
| Écosse          | 0-4 | Espagne  |  | Pobiedziska           |  |
| Portugal        | 4-4 | Turquie  |  | Szamotuly             |  |
| 23 juillet 2006 |     |          |  |                       |  |
| Portugal        | 1-1 | Espagne  |  | Pobiedziska           |  |
| Turquie         | 2-3 | Écosse   |  | Swarzedz              |  |

### Demi-finales
| 26 juillet 2006 |     |          |  |                       |  |
| Espagne         | 5-0 | Autriche |  | Wronki                |  |
| 26 juillet 2006 |     |          |  |                       |  |
| Tchéquie        | 0-1 | Écosse   |  | Grodzisk Wielkopolski |  |

### Finale
| 29 juillet 2006 |     |        |                              |        |  |
| Espagne         | 2-1 | Écosse | arbitre = Kristinn Jakobsson | Poznań |  |